# Berambadi State Forest, Gundlupet
Berambadi State Forest là một làng thuộc tehsil Gundlupet, huyện Chamarajanagar, bang Karnataka, Ấn Độ.